# Ronnie Fernández
Ronnie Alan Fernández Sáez (ur. 30 stycznia 1991 w Punta Arenas) – chilijski piłkarz występujący na pozycji napastnika lub skrzydłowego, reprezentant Chile, od 2022 roku zawodnik Universidadu de Chile.